# إريك شارون
إريك شارون هو لاعب هوكي جليد كندي، ولد في 14 يناير 1970 في فردان في كندا.

## وصلات خارجية
- إريك شارون على موقع دوري الهوكي الوطني (الإنجليزية)
- إريك شارون على موقع قاعة مشاهير الهوكي (لاعب أن.إتش.أل) (الإنجليزية)
- إريك شارون على موقع EliteProspects.com (الإنجليزية)
- إريك شارون على موقع Eurohockey.com (الإنجليزية)
- إريك شارون على موقع HockeyDB.com (الإنجليزية)
- إريك شارون على موقع Hockey-Reference.com (الإنجليزية)